# Who’s That Girl (песня Мадонны)
«Who’s That Girl» (с англ. — «Кто эта девчонка?») — песня американской певицы Мадонны из саундтрека к фильму «Кто эта девчонка?» (1987). Издана как первый сингл с альбома лейблом Sire Records 23 июня 1987 года. Впоследствии была включена в сборник хитов исполнительницы, Celebration (2009).

## Предыстория

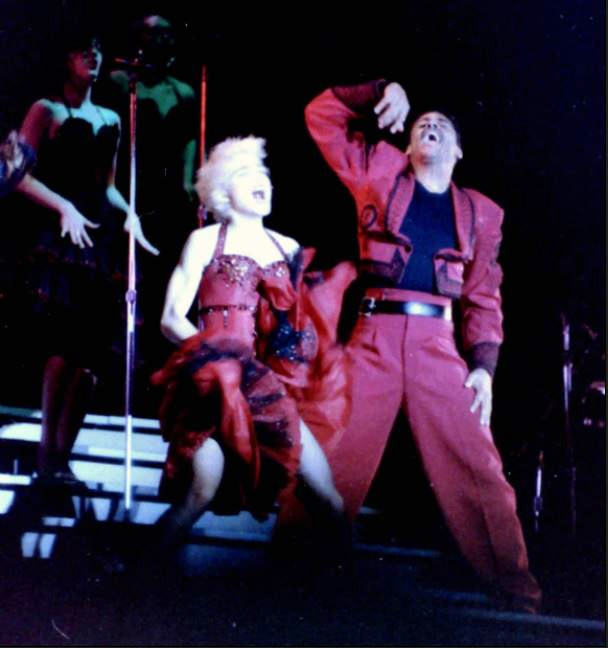
Мадонна исполняет песню во время одного из концертов мирового турне Who’s That Girl.

На протяжении нескольких месяцев 1986 года Мадонна снималась в своём третьем полнометражном фильме «Кто эта девчонка?», в то время носившем название «Тюряга». Для саундтрека нужно было записать пару песен от главной актрисы и Мадонна обратилась к Патрику Леонарду и Стивену Брею, соавторам и продюсерам её третьего альбома True Blue (1986). Исполнительница объяснила им, что должна написать одну быструю по темпу песню и другую медленную. В один четверг Мадонна пришла в студию, когда Леонард работал над припевом «Who’s That Girl». Продюсер записал припев на кассету и передал её Мадонне, собиравшейся уединиться в закрытом помещении и закончить работу над мелодией и текстом.
После того, как певица закончила работу над текстом, она объявила, что намерена назвать песню «Who’s That Girl», и переименовать фильм с «Тюряги» на «Кто эта девчонка?», так как считала такой вариант заголовка более подходящим. В «Книге хит-синглов №1 чарта Billboard» Фреда Бронсона, Леонард пояснил, что композиция была записана за день лишь потому, что Мадонна записала вокальную партию с первого раза. Дополнительные инструментальные дорожки с гитарами и ударными были добавлены Леонардом и Бреем позже. Касаемо сочинения музыки для фильма, Мадонна впоследствии пояснила:
У меня было несколько вполне конкретных мыслей на уме. Музыка, которая будет как сама по себе [хороша], так и будет поддерживать и усиливать происходящее на экране, и единственным способом воплотить это в реальность было взяться за написание композиций самой. <…> Эти песни необязательно о Никки [имя персонажа Мадонны в фильме] или написаны для той, кто очень похожа на неё. Но, думаю, в этой музыке есть некая сущность, показывающая то, о чём фильм и персонажи. Оригинальный текст (англ.)I had some very specific ideas in mind, music that would stand on its own as well as support and enhance what was happening on screen and the only way to make that a reality was to have a hand in writing the tunes myself. <…> The songs aren’t necessarily about Nikki [her character name in the movie] or written to be sung by someone like her, but there’s a spirit to this music that captures both what the film and the characters are about, I think.

## Особенности композиции
Песня написана в типичном для Мадонны стиле — драм-машина, «пузырящаяся» басовая синтезаторная линия, струнные инструменты. Три части песни, а именно бридж, где Мадонна поёт: «что же может помочь мне сейчас?», и чередующиеся припевы и куплеты, связаны между собой очень плавными переходами. Критики описали вокал певицы во время припева как «преследующий». Согласно данным о партитуре, опубликованной на сайте Music Notes, «Who’s That Girl» — песня среднего темпа в 104 удара в минуту, написанная в музыкальном размере 4/4 в тональности ля минор. Вокал Мадонны охватывает диапазон от G3 до B4. Композиция содержит аккордовую прогрессию Am9–G–Csus2–Am9–G–Dm.
Песня символизирует интерес Мадонны к латиноамериканской культуре, возникший в процессе написания «La Isla Bonita», и содержит испаноязычные обороты в припеве, трубу во втором куплете и последующем предварительном припеве, а также во время инструментального проигрыша. В «Who’s That Girl» используется звуковой эффект, обусловленный сочетанием множественных вокальных линий; ранее в своих песнях его применяли такие группы, как The Beach Boys («God Only Knows», 1966, и «I Get Around», 1964) и R.E.M. («Fall on Me», 1986, и «Near Wild Heaven», 1991). В случае «Who’s That Girl», эффект используется в последнем припеве, где три или четыре разных вокальных хука тесно «переплетаются» между собой.

## Выпуск

### Отзывы критиков
В своей книге «Всё о музыке Мадонны», автор Рикки Роксби пояснил, что «Who’s That Girl» — лучший пример оригинального музыкального стиля исполнительницы. Стивен Томас Эрлевайн с сайта AllMusic, напротив, не считает «Who’s That Girl» и «Causing a Commotion» (также прозвучала в фильме) одними из лучших песен исполнительницы. Биограф Дж. Рэнди Тараборелли, автор книги «Мадонна. В постели с богиней», назвал композицию «квинтэссенцией творчества Мадонны» и затем добавил: «Это весёлая, энергичная и мелодичная песня, с лёгким латинским привкусом. Неудивительно, что она сразу же попала на первую строчку чарта Billboard».
Ной Робисчон из Entertainment Weekly высказал мнение, что и песней и фильмом Мадонна протолкнула «синергию за край». В 2012 году «Who’s That Girl» попала в список «15-ти лучших синглов Мадонны», составленный журналом PopMatters; рецензент назвал песню «вечеринкой с самого её начала». В 1988 году композиция была номинирована на 30-ю премию «Грэмми» и 45-й «Золотой глобус» в категориях «Лучшая песня написанная для визуальных медиа» и «Лучшая оригинальная песня» соответственно.

### Коммерческий успех
В Соединённых Штатах «Who’s That Girl» была выпущена в июне 1987 года. Трек дебютировал на 43 строчке в Billboard Hot 100 и на седьмой неделе пребывания в чарте добрался до вершины, где пробыл неделю и провёл в Hot 100 ещё 16 недель. «Who’s That Girl» стала шестым №1 Мадонны в Соединённых Штатах, что сделало её первым артистом в десятилетии с шестью №1 в чарте и первой женщиной-исполнителем с бо́льшим количеством №1 в Hot 100. Вместе с тем, композиция дошла до 44 позиции в чарте Hot Dance Club Songs. По результатам опроса о самой любимой песне у Мадонны журнала Billboard, «Who’s That Girl» заняла десятое место. Кроме того, 11 июля 1987 года трек дебютировал с 89 строчки в канадском чарте журнала RPM, а 29 августа достиг верхней строчки, где продержался одну неделю. Песня оставалась в чарте ещё 23 недели. «Who’s That Girl» расположилась на 12 месте в итоговом годовом чарте канадского RPM.
В Великобритании выпуск «Who’s That Girl» состоялся 14 июля 1987 года; песня дебютировала на третьей строчке в британском чарте UK Singles Chart, а через неделю достигла верхней позиции, став пятым №1 синглом Мадонны на территории страны. Согласно данным The Official Charts Company на 2010 год, общие продажи трека в Великобритании составили 380 000 копий. Позднее сингл был отмечен серебряной сертификацией от British Phonographic Industry. К тому же, «Who’s That Girl» возглавила чарты нескольких европейских стран, включая Бельгию, Италию, Ирландию и Нидерланды, и вошла в первую пятёрку в Австрии, Франции, Германии, Норвегии, Швеции и Швейцарии. Во Франции (SNEP) песня была сертифицирована как золотая.

## Музыкальное видео
Музыкальное видео на песню было снято за два дня на студии A&M Soundstages, расположенной в Голливуде, Калифорния. В клипе, как и в фильме «Кто эта девчонка?», Мадонна была с пёстрой причёской с оттенком платины; таким способом исполнительница хотела передать образ героини голливудских эксцентрических комедий 1930-х годов. В видео «Who’s That Girl» Мадонна вновь (впервые в клипе «La Isla Bonita») обратилась к испанскому стилю одежды и на этот раз выглядела по-мальчишески, появившись в широкополой испанской шляпе и жилете без застёжки — такое сочетание впоследствии стало модным трендом.
Режиссёром клипа выступил Питер Розенталь. Видео начинается с прихода Мадонны в парк. После встречи с двумя детьми и подростком они вместе начинают бродить по парку, пока Мадонна исполняет песню. В тот же момент показываются сцены с Никки Финн (героиней Мадонны) из фильма «Кто эта девчонка?» По мере продолжения музыкального видео, героине певицы показывают гробницу с Египетскими сокровищами. Появляется гадалка и показывает Мадонне карту таро Верховной Жрицы, на месте которой она (героиня) видит своё мультяшное воплощение; Мадонна открывает сундук и находит в нём большой бриллиант. Она радостно смотрит на окруживших её детей. В конце клипа Мадонна и дети танцуют.
В музыкальном видео представлен иной образ Мадонны, нежели настоящий. По мнению Винсента Кэнби из издания The New York Times, в то время Мадонна была довольно прагматична по отношению к своим амплуа и внешности — похожа на Мэрилин Монро, но с «комической терпкостью» Джин Харлоу. Это амплуа исполнительницы представлено во второй половине фильмы «Кто эта девчонка?» Так или иначе, в музыкальном видео на «Who’s That Girl» настоящие образ и качества Мадонны не показываются — оно было снято специально для продвижения кинокартины. Напротив, задумка клипа базируется на образе забавной, отталкивающей личности героини Мадонны, показанном преимущественно в первой части ленты.

## Концертные исполнения и кавер-версии

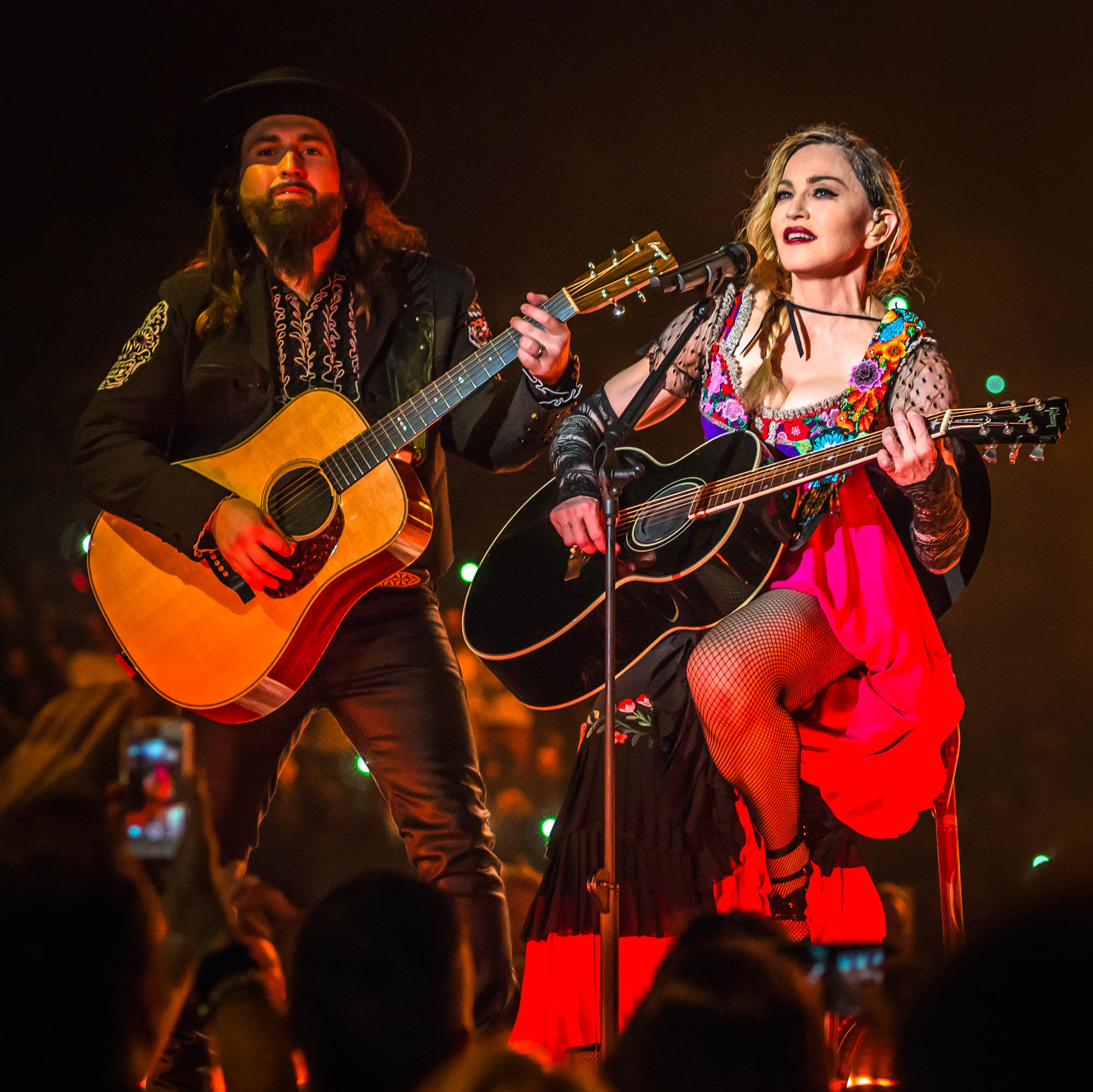
Мадонна исполняет акустическую версию песни во время турне Rebel Heart (2015 — 2016).

«Who’s That Girl» входила в состав сет-листов двух турне Мадонны. В 1987 году, во время Who’s That Girl World Tour, певица исполняла песню на бис. Она выходила на сцену в ярко-красном платье фламенко и исполняла «Who’s That Girl» вместе с бэк-вокалистками Ники Харис, Донной де Лори и Деброй Парсон. Два выступления с песней в рамках турне можно найти на записях концертов в Токио, Япония (Who’s That Girl: Live in Japan, 22 июня 1987) и Турин, Италия (Ciao Italia: Live from Italy, 4 сентября 1987). Почти 30 лет спустя, во время Rebel Heart Tour (2015—2016), Мадонна исполняла акустическую версию трека под гитару. Вдохновлённый цыганской культурой костюм певицы для выступления состоял из шали, кружевных перчаток, длинной чёрной юбки с шёлковой бахромой, шляпы с искусственным цветком на ней и доходящих до колен шнурованных кожаных сапогов на высоком каблуке. После исполнения «Who’s That Girl», Мадонна призналась, что ей потребовалось «чертовски много времени», чтобы понять, о какой девушке шла речь в песне.
«Who’s That Girl» была многократно перепета другими исполнителями. В 1999 году группа The Countdown Singers записала созвучный с оригиналом кавер песни, впоследствии вошедшую на альбом Hit Parade of 80’s, Vol. 2. Годом ранее Королевский филармонический оркестр (КФО) записал инструментальную версию «Who’s That Girl» для трибьют-пластинки Material Girl: RPO Plays Music of Madonna. В 2006 году немецкая актриса Эва Маттес записала кавер на «Who’s That Girl» и включила его в свой альбом Language of Love. Через год был издан трибьют-альбом Through the Wilderness, на который попал кавер, исполненный группой The Bubonic Plague.

## Список композиций
| №  | Название                      | Длительность |
| -- | ----------------------------- | ------------ |
| 1. | «Who’s That Girl» (Сторона А) | 3:58         |
| 2. | «White Heat» (Сторона Б)      | 4:40         |

| №  | Название                               | Длительность |
| -- | -------------------------------------- | ------------ |
| 1. | «Who’s That Girl» (Расширенная версия) | 6:29         |
| 2. | «White Heat» (LP-версия)               | 4:40         |

| №  | Название                               | Длительность |
| -- | -------------------------------------- | ------------ |
| 1. | «Who’s That Girl» (Расширенная версия) | 6:29         |
| 2. | «Who’s That Girl» (Даб-версия)         | 5:07         |
| 3. | «White Heat» (LP-версия)               | 4:40         |

| №  | Название                               | Длительность |
| -- | -------------------------------------- | ------------ |
| 1. | «Who’s That Girl» (Расширенная версия) | 6:29         |
| 2. | «White Heat»                           | 4:40         |

## Участники записи
Данные адаптированы из буклета Who’s That Girl.
- Мадонна — вокал, продюсирование, автор текста
- Патрик Леонард — продюсирование, соавтор текста
- Майкл Барбьеро[англ.] — дополнительное продюсирование, сведение
- Стив Томпсон[англ.] — дополнительное продюсирование, сведение

## Чарты и сертификация
| Chart (1987–1988)                        | Peak position |
| ---------------------------------------- | ------------- |
| Australia (Kent Music Report)            | 7             |
| Австрия (Ö3 Austria Top 40)              | 4             |
| Бельгия/Фландрия (Ultratop 50)           | 1             |
| Канада (RPM Top Singles)                 | 1             |
| Denmark (IFPI)                           | 1             |
| European Hot 100 Singles (Music & Media) | 4             |
| European Airplay Top 50 (Music & Media)  | 1             |
| Finland (Suomen virallinen lista)        | 2             |
| Франция (SNEP)                           | 2             |
| Германия (GfK)                           | 2             |
| Italy (Musica e dischi)                  | 1             |
| Iceland (RÚV)                            | 6             |
| Ирландия (IRMA)                          | 1             |
| Israel (IBA)                             | 1             |
| Japan (Oricon Singles Chart)             | 39            |
| Нидерланды (Dutch Top 40)                | 1             |
| Нидерланды (Single Top 100)              | 2             |
| Новая Зеландия (Recorded Music NZ)       | 2             |
| Норвегия (VG-lista)                      | 2             |
| South Africa (Springbok Radio)           | 6             |
| Spain (PROMUSICAE)                       | 6             |
| Швеция (Sverigetopplistan)               | 2             |
| Швейцария (Schweizer Hitparade)          | 2             |
| Великобритания (OCC UK Singles)          | 1             |
| США (Billboard Hot 100)                  | 1             |
| США (Billboard Adult Contemporary)       | 5             |
| США (Billboard Dance Club Songs)         | 44            |
| США (Billboard Hot R&B/Hip-Hop Songs)    | 78            |
| US Rhythmic (Billboard)                  | 1             |

| Chart (1987)                             | Position |
| ---------------------------------------- | -------- |
| Australia (Kent Music Report)            | 66       |
| Belgium (Ultratop 50 Flanders)           | 10       |
| Canada Top Singles (RPM)                 | 12       |
| Denmark (IFPI)                           | 4        |
| European Hot 100 Singles (Music & Media) | 7        |
| France (SNEP)                            | 15       |
| Germany (Official German Charts)         | 22       |
| Italy (Musica e dischi)                  | 1        |
| Netherlands (Dutch Top 40)               | 5        |
| Netherlands (Single Top 100)             | 9        |
| New Zealand (Recorded Music NZ)          | 14       |
| Norway Summer Period (VG-lista)          | 5        |
| Switzerland (Schweizer Hitparade)        | 10       |
| UK Singles (OCC)                         | 20       |
| US Billboard Hot 100                     | 42       |
| US Dance Club Songs (Billboard)          | 48       |
| US Cash Box Top 100 Singles              | 14       |

| Chart (1980–1989)          | Position |
| -------------------------- | -------- |
| Netherlands (Dutch Top 40) | 61       |

### Сертификации
| Регион                                                       | Сертификация | Продажи  |
| ------------------------------------------------------------ | ------------ | -------- |
| Канада                                                       | —            | 40,000   |
| Франция (SNEP)                                               | Золотой      | 500 000* |
| Japan (Oricon Charts)                                        | —            | 35,650   |
| Великобритания (BPI)                                         | Серебряный   | 380,000  |
| США · Cassette single                                        | —            | 100,000  |
| * Данные о продажах приведены только на основе сертификации. |              |          |